# Pristomerus africator
Pristomerus africator är en stekelart som beskrevs av Aubert och Shaumar 1978. Pristomerus africator ingår i släktet Pristomerus och familjen brokparasitsteklar. Inga underarter finns listade i Catalogue of Life.